# Antoni Kłossek
Antoni Franciszek Kłossek (ur. 6 października 1890 w Biłgoraju, zm. 7 sierpnia 1951 w Lublinie) – polski lekarz, specjalista chorób wewnętrznych i dziecięcych oraz laryngolog, działacz samorządu lekarskiego w Lublinie, poseł do Krajowej Rady Narodowej (1944–1947).

## Życiorys
Kształcił się w szkole średniej w Rostowie nad Donem oraz na studiach medycznych w Charkowie, które ukończył w 1914 (od 1916 posiadał dyplom lekarza). W okresie działań wojennych 1914–1918 pracował jako lekarz na froncie. W latach 1917–1919 był ordynatorem oddziału zakaźnego w szpitalu miejskim w Rostowie nad Donem. Po powrocie do Polski podjął pracę w wojskowym szpitalu epidemiologicznym w Sandomierzu, Tomaszowie Mazowieckim i Starachowicach (był dyrektorem tych placówek), później zatrudniony w punkcie repatriacyjnym w Baranowiczach (1921–1922). Przez krótki okres był lekarzem powiatowym w Mławie, po czym prowadził wolną praktykę (od 1934 w Lublinie w dziedzinie chorób wewnętrznych i dziecięcych).
Podczas II wojny światowej nadal praktykował jako lekarz. W 1945 objął funkcję szefa Służby Sanitarnej Centralnej Szkoły Oficerów Polityczno-Wychowawczych Wojska Polskiego. W latach 1946–1950 pełnił obowiązki dyrektora Miejskiego Szpitala Klinicznego im. Marii Curie-Skłodowskiej w Lublinie (dawny szpital św. Wincentego á Paulo/ss. szarytek). Był członkiem Rady Izby Lekarskiej w Lublinie, jak również jej ostatnim prezesem w latach 1948–1950. Należał do Lubelskiego Towarzystwa Lekarskiego.
Od 1944 zaangażowany w działalność w Stronnictwie Demokratycznym, był z jego ramienia posłem do Krajowej Rady Narodowej (zasiadał w Komisji Zdrowia). Był przewodniczącym Komitetu Odbudowy Warszawy i Komitetu Radiofonizacji Kraju.
Odznaczony m.in. Złotym i Srebrnym Krzyżem Zasługi. Zmarł w 1951. Został pochowany na cmentarzu przy ul. Lipowej w Lublinie. Żonaty z Zofią Teresą Kłossek, mieli razem syna Czesława (1917–1944), który zginął w Powstaniu Warszawskim.